# Danh sách cầu thủ tham dự Cúp bóng đá châu Á 1956
Đây là các đội hình tham dự Cúp bóng đá châu Á 1956 diễn ra ở Hồng Kông.

## Hồng Kông
Huấn luyện viên:  Tom Sneddon
| Số | VT | Cầu thủ                  | Ngày sinh (tuổi) | Trận | Bàn | Câu lạc bộ           |
| -- | -- | ------------------------ | ---------------- | ---- | --- | -------------------- |
|    | TM | Wai Fat Kim(衛佛儉)      |                  |      |     | Kowloon Motor Bus FC |
|    | TM | Cheung Kwun Hing(張觀興) |                  |      |     | Kitchee              |
|    | HV | Lee Ping Chiu(李炳照)    |                  |      |     | Kitchee              |
|    | HV | Szeto Yiu(司徒堯)        |                  |      |     | Kitchee              |
|    | HV | Lau Chi Ping(劉志炳)     |                  |      |     | South China AA       |
|    | TV | Luk Tat Hay(陸達熙)      |                  |      |     | South China AA       |
|    | TV | Ko Po Keung(高保強)      | 1930             |      |     | Eastern AA           |
|    | TV | Chan Chi Kong(陳志剛)    |                  |      |     | South Trung Quốc AA  |
|    | TV | Arthur G. dos Santos     |                  |      |     | Prisons FC           |
|    | TV | R.G. Honniball(韓尼波)   |                  |      |     | Sing Tao             |
|    | TĐ | Chu Wing Wah(朱榮華)     |                  |      |     | South Trung Quốc AA  |
|    | TĐ | Lau Chi Lam(劉志霖)      |                  |      |     | Kowloon Motor Bus FC |
|    | TĐ | Ho Cheng Yau(何祥友)     |                  |      |     | South Trung Quốc AA  |
|    | TĐ | Lam Kam Tong(林錦棠)     |                  |      |     | Kowloon Motor Bus FC |
|    | TĐ | Tang Yee Kit(鄧宜杰)     |                  |      |     | Kitchee              |
|    | TĐ | Au Chi Yin(區志賢)       |                  |      |     | Police FC            |
|    | TĐ | Lau Kai Chiu(劉繼照)     |                  |      |     | Kitchee              |
|    | TĐ | Lo Kang Chuen(羅鏡泉)    |                  |      |     | Sing Tao             |

## Việt Nam Cộng hòa
Huấn luyện viên:  Lê Đức
| Số | VT | Cầu thủ          | Ngày sinh (tuổi)          | Trận | Bàn | Câu lạc bộ                    |
| -- | -- | ---------------- | ------------------------- | ---- | --- | ----------------------------- |
|    | TM | Phạm Văn Rạng    | 8 tháng 1, 1934 (22 tuổi) |      |     | Ngôi sao Bà Chiểu             |
|    | TM | Nguyễn Văn Quí   |                           |      |     | Police-Sports                 |
|    | HV | Dương Văn Quới   |                           |      |     | Association Jeunesse Sportive |
|    | HV | Nguyễn Vi Nhơn   |                           |      |     | Police-Sports                 |
|    | HV | Nguyễn Văn Cụt   |                           |      |     | Police-Sports                 |
|    | TV | Lê Văn Hồ        |                           |      |     | Association Jeunesse Sportive |
|    | TV | Phạm Văn Hiệu    |                           |      |     | Association Jeunesse Sportive |
|    | TV | Trương Hữu Thọ   |                           |      |     | Association Jeunesse Sportive |
|    | TV | Trần Văn Ứng     |                           |      |     | Association Jeunesse Sportive |
|    | TĐ | Trần Văn Nhung   |                           |      |     | Association Jeunesse Sportive |
|    | TĐ | Đố Quang Thách   |                           |      |     | Association Jeunesse Sportive |
|    | TĐ | Trương Văn Được  |                           |      |     | Police-Sports                 |
|    | TĐ | Lê Hữu Đức(c)    |                           |      |     | Police-Sports                 |
|    | TĐ | Nguyễn Văn Tư    |                           |      |     | Police-Sports                 |
|    | TĐ | Lưu Tấn Ngọc     |                           |      |     | Police-Sports                 |
|    | TĐ | Tạ Vinh Trạch    |                           |      |     | État-Major Général            |
|    | TĐ | Đinh Văn Phải    |                           |      |     | État-Major Général            |
|    | TĐ | Lê Văn Đạt-tự-Kỷ |                           |      |     | État-Major Général            |
|    | HV | Nguyễn Văn Bộ    |                           |      |     | Police-Sports                 |
|    | TV | Nguyễn Như Long  |                           |      |     | État-Major Général            |
|    | TĐ | Võ Tư Trung      |                           |      |     | Association Jeunesse Sportive |

## Hàn Quốc
Huấn luyện viên:  Lee Yoo-Hyung
| Số | VT | Cầu thủ         | Ngày sinh (tuổi)            | Trận | Bàn | Câu lạc bộ                   |
| -- | -- | --------------- | --------------------------- | ---- | --- | ---------------------------- |
|    | TM | Ham Heung-Chul  | 17 tháng 11, 1930 (25 tuổi) |      |     | Provost Marshal Headquarters |
|    | TM | Park Sang-Hoon  | 1931                        |      |     | Marine Corps                 |
|    | HV | Cha Tae-Sung    | 8 tháng 10, 1934 (21 tuổi)  |      |     | C.I.C.                       |
|    | HV | Park Jae-Seung  | 1 tháng 4, 1923 (33 tuổi)   |      |     | C.I.C.                       |
|    | HV | Seok Jin-Doo    |                             |      |     | Quartermaster Corps          |
|    | HV | Son Myung-Sub   | 6 tháng 5, 1929 (27 tuổi)   |      |     | C.I.C.                       |
|    | TV | Kim Dong-Geun   | 14 tháng 4, 1927 (29 tuổi)  |      |     | Marine Corps                 |
|    | TV | Kim Hong-Bok    | 4 tháng 3, 1935 (21 tuổi)   |      |     | Kookmin University           |
|    | TV | Kim Jin-Woo     |                             |      |     | Quartermaster Corps          |
|    | TV | Kim Ji-Sung     | 7 tháng 11, 1924 (31 tuổi)  |      |     | C.I.C.                       |
|    | TV | Lee Soo-Nam     | 2 tháng 2, 1927 (29 tuổi)   |      |     | C.I.C.                       |
|    | TĐ | Sung Nak-Woon   | 17 tháng 11, 1930 (25 tuổi) |      |     | Quartermaster Corps          |
|    | TĐ | Choi Gwang-Seok | 17 tháng 11, 1930 (25 tuổi) |      |     | Korea University             |
|    | TĐ | Choi Jung-Min   | 17 tháng 11, 1930 (25 tuổi) |      |     | C.I.C.                       |
|    | TĐ | Park Kyung-Ho   |                             |      |     | C.I.C.                       |
|    | TĐ | Kim Young-Jin   |                             |      |     | Quartermaster Corps          |
|    | TĐ | Woo Sang-Kwon   | 2 tháng 2, 1928 (28 tuổi)   |      |     | Provost Marshal Headquarters |

## Israel
Huấn luyện viên:  Jackie Gibbons
| Số | VT | Cầu thủ             | Ngày sinh (tuổi)            | Trận | Bàn | Câu lạc bộ          |
| -- | -- | ------------------- | --------------------------- | ---- | --- | ------------------- |
|    | TM | Ya'akov Hodorov     | 16 tháng 6, 1927 (29 tuổi)  | 12   | 0   | Hapoel Tel Aviv     |
|    | TM | Ya'akov Vissoker    | 5 tháng 9, 1930 (25 tuổi)   | 0    | 0   | Hapoel Petah Tikva  |
|    | HV | David Kremer        | 6 tháng 4, 1929 (27 tuổi)   | 2    | 0   | Hapoel Petah Tikva  |
|    | HV | Shaul Matania       | 8 tháng 3, 1937 (19 tuổi)   | 2    | 0   | Maccabi Tel Aviv    |
|    | TV | Jerry Haldi         | 14 tháng 8, 1935 (21 tuổi)  | 2    | 0   | Hapoel Petah Tikva  |
|    | TV | Binyamin Rabinovich | 1936 (aged 20)              | 2    | 0   | Maccabi Tel Aviv    |
|    | TV | Itzhak Schneor      | 11 tháng 12, 1925 (30 tuổi) | 11   | 0   | Maccabi Tel Aviv    |
|    | TV | Asher Balut         | 6 tháng 1, 1932 (24 tuổi)   | 5    | 0   | Hapoel Tel Aviv     |
|    | TV | Zigi Silberstein    |                             | 0    | 0   | Maccabi Petah Tikva |
|    | TĐ | Yehoshua Glazer     | 29 tháng 12, 1927 (28 tuổi) | 11   | 8   | Maccabi Tel Aviv    |
|    | TĐ | Yosef Mirmovich     | 24 tháng 7, 1924 (32 tuổi)  | 11   | 0   | Maccabi Tel Aviv    |
|    | TĐ | Nahum Stelmach      | 19 tháng 7, 1936 (20 tuổi)  | 2    | 1   | Hapoel Petah Tikva  |
|    | TĐ | Boaz Kofman         | 29 tháng 3, 1935 (21 tuổi)  | 1    | 0   | Hapoel Petah Tikva  |
|    | TĐ | Rehavia Rozenboim   | 29 tháng 4, 1934 (22 tuổi)  | 5    | 0   | Hapoel Tel Aviv     |
|    | TĐ | Shmuel Israeli      | 15 tháng 10, 1928 (27 tuổi) | 2    | 0   | Maccabi Tel Aviv    |
|    | TĐ | Eliezer Spiegel     | 20 tháng 6, 1922 (34 tuổi)  | 2    | 0   | Maccabi Petah Tikva |